# HELLO! HIGH SCHOOL
『HELLO! HIGH SCHOOL』（ハロー！ハイスクール）とは、NBCラジオ佐賀が土曜16:30 - 16:45に放送している番組。以前は日曜深夜0時からであり、さらに前は土曜夜11時からであった。

## 番組コンセプト
『高校生の　高校生による　みんなのための番組』をコンセプトとして、佐賀県内に在学している高校生による制作番組。
高校生が「今」をどのように感じてどのように表現しているかがサブコンセプト。

## 番組作成
録音放送である。そのため録音作業は社員の方によるものになる。
高校生の番組制作のため各個人の個性が大きく反映した番組作りとなる。

## 出演者
高校生がメインパーソナリティ。
過去にNHKの真剣10代しゃべり場に出演した者や、2012年からスキッピー（佐賀）になった柿本里那も佐賀北高校在学時に出演していた。他にも県内高校生の間で一時的に有名になった者もいる。